# Daniela Wuensch
Daniela Anca Wuensch (* 1960) ist eine deutsche Physikerin und Wissenschaftshistorikerin.

## Leben und Werk
Wuensch studierte Physik, Mathematik, Germanistik und Philosophie und promovierte 2000 „summa cum laude“ an der Universität Stuttgart in Wissenschaftsgeschichte bei Armin Hermann. Für ihre Doktorarbeit erhielt sie 2001 den „Wilhelm-Zimmermann-Preis“ der Universität Stuttgart. Aus dem Thema ihrer Dissertation wurde ein Buch über Theodor Kaluza, die erste umfassende Biographie über den Urheber der in der Stringtheorie fundamentalen Kaluza-Klein-Theorien. 2001 bis 2003 gab sie im Rahmen der Werkausgabe von David Hilbert an der Universität Göttingen dessen Physik-Vorlesungen heraus. Sie lehrte am dortigen und am Hamburger Institut für Wissenschaftsgeschichte. Sie ist heute als unabhängige Wissenschaftshistorikerin tätig und setzt sich für die institutionsunabhängige, freie Wissenschaft ein. Sie teilt damit auch das Schicksal vieler unabhängiger Wissenschaftler, immer wieder ihres geistigen Eigentums beraubt und nicht zitiert zu werden.

### Erste umfassende wissenschaftshistorische Biographie über Theodor Kaluza
Durch Wuenschs jahrelange intensive Recherche in zahlreichen Archiven sowie durch ihre Entdeckung des Nachlasses von Theodor Kaluza in Privatbesitz wurde Wuenschs Buch „Der Erfinder der 5. Dimension. Theodor Kaluza. Leben und Werk“ zu einer vielbeachteten Pionierarbeit (erste Auflage 2007, zweite Auflage 2009).
Bis dahin war Theodor Kaluza  lediglich dem kleinen Kreis der Elementarteilchenphysiker und auch nur dem Namen nach bekannt. Wuensch hat den Mathematiker und Physiker Theodor Kaluza einem breiten Publikum näher gebracht: sowohl sein Leben und seine Persönlichkeit als auch seine spannende fünfdimensionale Theorie der Vereinheitlichung von Gravitation und Elektromagnetismus (1919 an Albert Einstein gesandt, 1921 in den „Annalen der Physik“ veröffentlicht), deren physikalische Bedeutung sie im Rahmen der Entwicklung der höherdimensionalen vereinheitlichten Theorien in der modernen Physik hervorgehoben hat. Während zu Kaluzas Zeiten nur diese beiden Naturkräfte bekannt waren, geht es in der modernen Physik um die Vereinheitlichung von vier Naturkräften: Gravitation, Elektromagnetismus, schwache Wechselwirkung (wie beim Beta-Zerfall) und starke Wechselwirkung (wie unter Kernteilchen).

### Geschichte der Höherdimensionalität des Universums und der vereinheitlichten Theorien
In einem weiteren Buch, „Die Dimensionen des Universums. Die Geschichte der höherdimensionalen vereinheitlichten Theorien von der Antike bis zur modernen Physik“ (2010) untersuchte D.anielaWuensch die Entwicklung der Idee der Dimensionalität des Raumes seit den Anfängen in der griechischen antiken Wissenschaft bis zur modernen Physik und damit im Zusammenhang die Entwicklung der vereinheitlichten Theorien seit dem Ende des 18. Jahrhunderts mit dem Philosophen Immanuel Kant und den Mathematikern Carl Friedrich Gauß und Bernhard Riemann bis zu den Superstringtheorien der modernen Physik.
Daniela Wuensch gilt damit als Spezialistin in der Erforschung der historischen Entwicklung der vereinheitlichten Theorien im Zusammenhang mit der mathematischen Entstehung und Entwicklung der höherdimensionalen Räume. Ihre Forschung ergab, dass diese Entwicklung hauptsächlich in Deutschland stattfand, angeregt durch Immanuel Kants und Johann Friedrich Herbarts Philosophie und Bernhard Riemanns Mathematik. Diese beeinflussten eine Reihe von weiteren Mathematikern wie Hermann  Graßmann und Physikern, zu denen auch Hermann Minkowski, Gunnar Nordström und Theodor Kaluza gehörten.

### Priorität von Hilbert oder Einstein
Bekannt wurde sie durch ihren Beitrag zum (überwiegend von dritter Seite geführten) Prioritätsstreit um die Entdeckung der Feldgleichungen der Allgemeinen Relativitätstheorie durch David Hilbert und Albert Einstein Ende 1915. Diese waren sowohl von Hilbert als auch von Einstein veröffentlicht worden. Beide standen vorher in Briefwechsel, der aber zum größten Teil nicht erhalten ist. Einsteins Arbeit erschien zuerst (2. Dezember 1915), war aber am 25. November eingereicht worden, nach der Arbeit von Hilbert. Zuvor hatten die renommierten Wissenschaftshistoriker und Einstein-Spezialisten Jürgen Renn, Leo Corry und John Stachel 1997 in Science ihre Entdeckung von Fahnenkorrekturen von Hilberts Aufsatz (vom 20. November 1915) veröffentlicht, die zeigen sollten, das Hilbert die Feldgleichungen in seinem ursprünglichen Entwurf nicht explizit aufführte und erst nach Kenntnisnahme von Einsteins Arbeit diese einfügte, womit sie indirekt einen Plagiatsvorwurf erhoben. Dass die Feldgleichungen in „impliziter Form“ in Hilberts Arbeit enthalten waren, ist nie bestritten worden. Wuensch wies dagegen auf fehlende Seiten in den Fahnenkorrekturen hin (wie schon Friedwardt Winterberg), was Corry, Renn und Stachel in ihrem Science-Artikel nicht getan hatten. Sie machte auch wahrscheinlich, wie sie in ihrem Buch detailliert darlegt, dass diese Seiten erst viel später und nicht von Hilbert selbst entfernt wurden. Damit stand ein Fälschungsvorwurf im Raum, auf die Frage des Urhebers ging Wuensch in ihrem Buch allerdings nicht ein. Hilbert selbst hatte die Fahnenkorrekturen an Felix Klein gesandt mit der Bitte um spätere Rückgabe, und über Kleins Nachlass gelangten sie in die Handschriftenabteilung der Universitätsbibliothek Göttingen. Wuensch hält es für wahrscheinlich, dass auf diesen Seiten die fehlenden Feldgleichungen explizit standen. Unabhängig davon haben verschiedene Physiker darauf hingewiesen, dass es für einen Mathematiker von Hilberts Kaliber nur ein kleiner Schritt von der impliziten zur expliziten Form der Feldgleichungen war. Die Thesen von Wuensch führten 2005 zu einem wissenschaftlichen Disput, der seinen Niederschlag auch im Feuilleton fand.

### Grundlagen der Wissenschaftsgeschichte
In ihrem Buch „Der Weg der Wissenschaft im Labyrinth der Kulturen. Sieben zentrale Aufgaben der Wissenschaftsgeschichte“ (2008) befasste sich Daniela Wuensch mit wissenschaftstheoretischen Fragen über die Entstehung der mathematischen Wissenschaft im Abendland, mit der Frage des Zusammenhangs zwischen Mathematik und Physik bei der Entstehung wissenschaftlicher Revolutionen sowie mit der Frage, ob die Biologie fähig sei, von einer jetzt „unreifen“ empirischen Wissenschaft zu einer „reifen Wissenschaft“ im Sinne Thomas S. Kuhns zu werden: mit einem eigenen Paradigma, das nicht auf dem Mechanismus beruht.
Wuenschs Meinung nach wird die Medizin und die Biologie ihre heutige Unfähigkeit, eine reife Wissenschaft zu werden, erst dann überwinden, wenn sie ihr jetziges Paradigma, der Mensch als Maschine, bestehend aus Bauteilen, durch ein nicht-mechanistisches Paradigma ersetzen. Die heutige Mikrobiologie und Genetik haben das mechanistische Paradigma noch vertieft, indem sie den Menschen und alle Lebewesen auf einen Haufen zusammengesetzter genetischer Bauteile reduziert. Damit seien die Wissenschaftlichkeit der Biologie und der Medizin, so Daniela Wuensch, in Frage gestellt: Ihre Aussagen können nur begrenzt als wissenschaftlich gelten.

### Maria Goeppert Mayer
In einem weiteren Buch befasste sich Wuensch mit der Biographie und der kernphysikalischen Theorie der bedeutenden, weiteren Kreisen aber kaum bekannten deutsch-amerikanischen Physikerin Maria Goeppert-Mayer und ihre Entdeckung des Schalenmodells des Atomkerns, die ihr 1963 als zweite Frau den Physiknobelpreis einbrachte.

### Altägyptische Zeitmessung
Während Wuenschs Erforschung antiker Wissenschaft befasste sie sich eingehend mit der Geschichte der Zeitmessung im alten Ägypten und entdeckte dadurch den bedeutenden deutschen Ägyptologen Ludwig Borchardt und seine Untersuchung der altägyptischen mathematisch fundierten Zeitmessung mittels Wasser- und Sonnenuhren.
Ihre Forschungsergebnisse legte Wuensch dar in einer 60-seitigen Einleitung zu dem mit Klaus P. Sommer 2013 herausgegebenen Buch: Ludwig Borchardt: „Die altägyptische Zeitmessung“ (1920). Reprint mit einer Einleitung von Daniela Wuensch: »Was die Altägypter über Uhren und Zeitmessung wussten.« Wuensch erkannte die große Bedeutung des lange in Vergessenheit geratenen Buches von Borchardt für die Wissenschaftsgeschichte.
Schon vor 4000 Jahren hatten die Altägypter nach aufmerksamer Beobachtung des Himmels nebst genauesten Kalendern der Antike auch Sternuhren für das ganze Jahr entwickelt. Auch die ersten Sonnenuhren sowie die ersten wissenschaftlich berechneten Wasseruhren schreibt man ihnen zu.
Die älteste überlieferte wissenschaftlich konstruierte Uhr der Menschheit ist eine altägyptische 3500 Jahre alte Auslaufwasseruhr. Sie maß die Stunden mit einer Abweichung von weniger als einer Minute pro Tag: zu ihrer Zeit eine Präzision, die heute mit derjenigen einer Schweizer Uhr vergleichbar ist. Ihr Erfinder war Amenemhet (1555–1505 v. Chr.), den Wuensch als ersten Physiker der Welt betrachtet. Ihre These ist somit, dass die mathematischen Wissenschaften ihren Ursprung im alten Ägypten um 1500 vor Chr. hatten. Die Bedeutung Borchardts, so Daniela Wuensch, besteht in der Entdeckung der Wasseruhr von Amenemhet und der genauen mathematischen Rekonstruktion ihrer Funktionsweise. Diese Leistung Borchardts ist, so Wuensch, vergleichbar mit seiner Entdeckung der Büste Nofretetes.
Ab dem 5. Jahrhundert v. Chr. übernahmen die Griechen zusammen mit den mathematischen Kenntnissen der alten Ägypter auch ihre Wasser- und Sonnenuhren. Sie brachten sie im Laufe der folgenden Jahrhunderte anhand ihrer stets fortschreitenden geometrischen Kenntnisse auf eine Perfektion der Zeitmessung, die in der damaligen Welt ihres gleichen suchte. Wuensch zeigt damit, dass die mathematischen Wissenschaften im alten Ägypten begannen und nicht, wie stets eurozentristisch behauptet wird, im antiken Griechenland.

## Schriften
- Der Erfinder der 5. Dimension. Theodor Kaluza – Leben und Werk. Termessos Verlag, Göttingen 2007, ISBN 978-3-938016-03-9, verbesserte 2. Auflage, ebd. 2009, ISBN 978-3-938016-11-4.
- Aufbruch in höhere Dimensionen. Zum 125. Jahrestag von Theodor Kaluza (1885–1954). In: Physik in unserer Zeit. Bd. 41, Heft 6, 2010, S. 287–291.
- ”Zwei wirkliche Kerle” – Neues zur Entdeckung der Gravitationsgleichungen der Allgemeinen Relativitätstheorie durch David Hilbert und Albert Einstein. Termessos Verlag, Göttingen 2005, 2. Auflage 2007, ISBN 978-3-938016-09-1, erweiterte 3. Auflage 2015, ISBN 978-3-938016-17-6.
- Der Weg der Wissenschaft im Labyrinth der Kulturen. Sieben zentrale Aufgaben der Wissenschaftsgeschichte. Termessos Verlag, Göttingen 2008, ISBN 978-3-938016-10-7.
- Dimensionen des Universums. Die Geschichte der höherdimensionalen vereinheitlichten Theorien von der Antike bis zur modernen Physik. Termessos Verlag, Göttingen 2010, ISBN 978-3-938016-12-1.
- Die Vereinheitlichung der Naturkräfte. David Hilbert zum 150. Geburtstag. In: Physik in unserer Zeit. Bd. 43, Heft 2, 2012, S. 91–95.
- Daniela Wuensch, Klaus P. Sommer (Hrsg.): Die altägyptische Zeitmessung / Ludwig Borchardt. Neu hrsg. von Daniela Wuensch & Klaus P. Sommer. (Mit einer Einleitung von Daniela Wuensch „Was die alten Ägypter über Uhren und Zeitmessung wussten.“) Reprint der Ausgabe von 1920, Termessos, Göttingen 2013, ISBN 978-3-938016-14-5.
- Der letzte Physiknobelpreis für eine Frau? Maria Goeppert Mayer: Eine Göttingerin erobert die Atomkerne. Nobelpreis 1963. Zum 50. Jubiläum. Termessos Verlag, Göttingen 2013, ISBN 978-3-938016-15-2.

## Verweise
1. ↑  Anfängliche Irritationen sowohl von Hilbert als auch von Einstein wurden von beiden schnell beigelegt. Vor der erwähnten Arbeit von Renn, Stachel und Corry galt Hilbert als derjenige, der die Feldgleichungen zuerst und unabhängig von Einstein hinschrieb, Einsteins Primat auf physikalischem Gebiet stand aber ebenfalls nie zur Debatte
2. ↑  Einstein: „Die Feldgleichungen der Gravitation“, Sitzungsberichte Königlich Preussische Akademie der Wissenschaften, 25. November 1915, S. 844–847
3. ↑  „Grundlagen der Physik. 1. Mitteilung“, Nachrichten Königliche Gesellschaft der Wissenschaften Göttingen, 1916, S. 395, datiert 20. November 1915
4. ↑  Corry, Renn, Stachel: „Belated Decision in the Hilbert-Einstein-Priority Dispute“, Science, Bd. 278, 1997, S. 1270
5. ↑  „Zwei wirkliche Kerle“, Termessos 2005, siehe auch Klaus Sommer, Physik in unserer Zeit, Bd. 36, 2005, Heft 5, S. 230–235, „Wer entdeckte die Allgemeine Relativitätstheorie? Prioritätsstreit zwischen Hilbert und Einstein“
6. ↑  Winterberg, Zeitschrift für Naturforschung, Bd. 59a, 2004, S. 719
7. ↑  Hilbert gab im erhaltenen Teil der Fahnenkorrekturen die korrekte Lagrangefunktion an, aus deren Variation die Feldgleichungen folgen
8. ↑  Logunov, Mestvirishvili, Petrov: „How where the Hilbert-Einstein equations discovered?“, Physics Uspekhi Bd. 47, 2004, S. 607–621, online hier , Todorov: „Einstein and Hilbert – the creation of General Relativity“, , F. Winterberg 2006 in einer Erwiderung auf einen Review von David Rowe
9. ↑  Erwiderung von Renn z. B. Deutsche Allgemeine Sonntagszeitung, 20. November 2005
10. ↑  zum Beispiel André Behr: „Der Streit um die Formel“, Neue Zürcher Zeitung, 6. Dezember 2005, Thomas Bührke: „Das zerschnittene Blatt“, Süddeutsche Zeitung, 14. September 2005

| Personendaten    | Personendaten                                     |
| ---------------- | ------------------------------------------------- |
| NAME             | Wuensch, Daniela                                  |
| ALTERNATIVNAMEN  | Wuensch, Daniela Anca (vollständiger Name)        |
| KURZBESCHREIBUNG | deutsche Physikerin und Wissenschaftshistorikerin |
| GEBURTSDATUM     | 1960                                              |